# Konstandinos Komninos-Miliotis
Konstandinos Komninos-Miliotis (gr. Κωνσταντίνος Κομνηνός-Μηλιώτης; ur. 1874 w Ermupoli, zm. ?) – grecki szermierz. Uczestnik pierwszych nowożytnych igrzysk olimpijskich w 1896 roku.
Reprezentant klubu Atinaiki Leschi (Ateny). Podczas igrzysk olimpijskich w Atenach w 1896 roku brał udział w turnieju floretowym. W pierwszej fazie zawodów był w grupie z Gravelottem, Wurosem i Walakakisem. Zajął trzecie miejsce i odpadł z zawodów, zajmując ostatecznie piąte miejsce razem z Francuzem de Laborde.